# 梁森駅
梁森駅（やなもりえき）は、かつて福島県西白河郡金山村（現・白河市）にあった運輸通信省白棚線の駅（休止駅）である。

## 概説
白棚鉄道の駅として1917年（大正6年）に開業したのが始まりである。白河炭鉱への専用線が当駅より分岐していた。
その後、1941年（昭和16年）の鉄道省の買収の際に省営鉄道の駅となったが、戦局の悪化に伴い、白棚線が不要不急路線として休止されたため、鉄道駅としての営業も休止となった。
第二次世界大戦が終結した後も、鉄道駅としての営業が再開されることはなかったが、白棚線が線路跡をバス専用道とした日本国有鉄道自動車局（国鉄バス）の自動車路線である白棚高速線として営業が開始されることになり、1957年（昭和32年）4月26日よりバス専用道上に梁森停車場として営業を開始した。

## 歴史
- 1917年（大正6年）4月28日：白棚鉄道の駅として開業[1]。
- 1941年（昭和16年）5月1日：鉄道省が白棚線を買収、省営鉄道白棚線の駅となる[1]。
- 1944年（昭和19年）12月11日：白棚線の休止に伴い、鉄道駅としての営業を休止[1]。
- 1957年（昭和32年）4月26日：白棚高速線の梁森停車場として営業を開始。

## 廃線後の状況
鉄道時代の痕跡はほとんど残存していない。
白棚線の跡地がバス専用道に転用されて以降、梁森駅と同一地点に「梁森」バス停留所が設置され、停車場中心も定められた。しかし専用道の老朽化に伴い、2024年7月1日より同バス停は北に約300メートル離れた国道289号上に移設され、専用道および旧来のバス停は廃止された。

## 隣の駅
運輸通信省
白棚線
磐城金山駅 - 梁森駅 - 三森駅